# Flemming Meyer

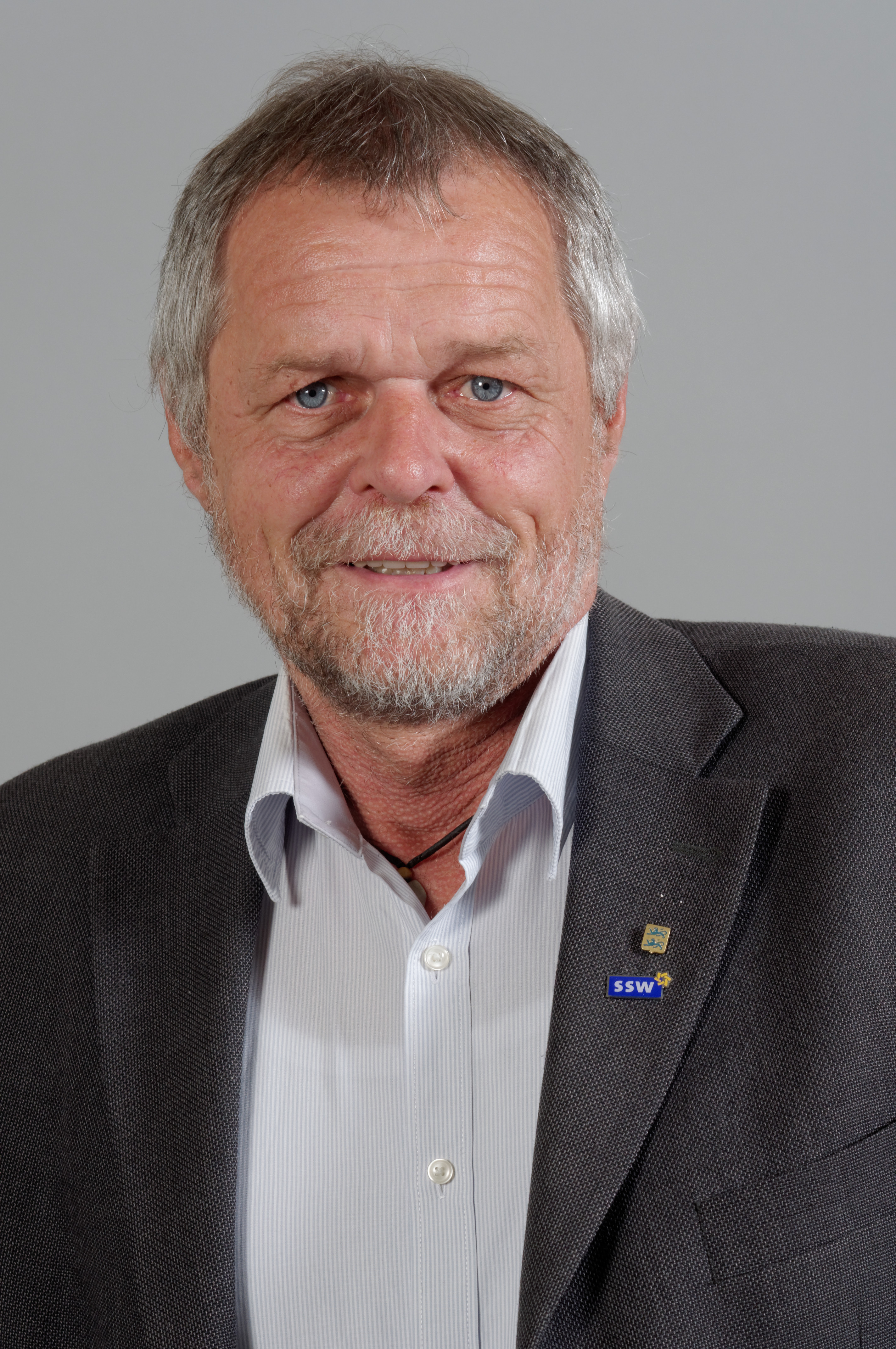
Flemming Meyer (2013)

Flemming Meyer (* 13. Dezember 1951 in Sønderborg, Dänemark) ist ein deutsch-dänischer Politiker (SSW) und war von 2009 bis 2020 Mitglied des Landtags von Schleswig-Holstein.

## Leben und Beruf
Meyer wurde als Sohn des SSW-Politikers Karl Otto Meyer im dänischen Sønderborg (Sonderburg) geboren. Er legte 1971 sein Abitur auf der Duborg-Skolen der dänischen Minderheit in Flensburg ab. Nach dem 1975 abgeschlossenen Lehramtsstudium an der Pädagogischen Hochschule Flensburg (Flensborg) trat er in den Dienst des Dänischen Schulvereins. Er arbeitete als Lehrer für Mathematik, Dänisch und politische Bildung in Humptrup, Wallsbüll (Valsbøl) und Handewitt (Hanved).

## Partei
Seit 1966 gehört Meyer dem SSW an. Von 1985 bis 1991 und 1999 bis 2003 war er Kreisvorsitzender des SSW im Kreisverband Flensburg-Land. Dem Parteivorstand gehörte er seit 2003 an, vom 10. September 2005 bis 2021 war er Parteivorsitzender. Meyer gehört zum linken SSW-Flügel und ist Befürworter einer Teilnahme des SSW an Bundestagswahlen.

## Abgeordneter
1989 rückte Meyer in den Kreistag des Kreises Schleswig-Flensburg nach, seit 2003 war er Fraktionsvorsitzender bis 2009. Bei der Landtagswahl 2009 wurde er in den Schleswig-Holsteinischen Landtag gewählt. Des Weiteren war Meyer Mitglied im Sozial-, Wirtschafts- und Umweltausschuss. Zum 1. August 2020 legte er sein Landtagsmandat nieder. Ihm folgte Christian Dirschauer nach.